# Richard Curtis
Richard Whalley Anthony Curtis (Wellington, 8 novembre 1956) è uno sceneggiatore, produttore televisivo, produttore cinematografico e regista britannico, noto soprattutto per aver creato insieme all'attore Rowan Atkinson il personaggio di Mr. Bean e per averne sceneggiato le avventure.
Considerato uno degli sceneggiatori di maggior successo della Gran Bretagna, è noto principalmente per le commedie romantiche, tra cui Quattro matrimoni e un funerale (1994), Notting Hill (1999), Il diario di Bridget Jones (2001), Love Actually - L'amore davvero (2003), Che pasticcio, Bridget Jones! (2004), I Love Radio Rock (2009), Questione di tempo (2013) e Yesterday (2019). Noto anche per il film drammatico War Horse (2011) e per aver co-scritto le sitcom Blackadder, Mr. Bean e The Vicar of Dibley. All'inizio della sua carriera ha scritto anche per Not the Nine O'Clock News della BBC e Spitting Image della ITV. 
Nel 1995 ha avuto una nomination all'Oscar alla migliore sceneggiatura originale per il film Quattro matrimoni e un funerale. Nel 2007, riceve il premio BAFTA Fellowship dalla British Academy of Film and Television Arts. È il co-fondatore, con Sir Lenny Henry, dell'ente di beneficenza britannico Comic Relief, che ha raccolto oltre 1 miliardo di sterline. Ai Britannia Awards del 2008, ha ricevuto il BAFTA Humanitarian Award per la co-creazione di Comic Relief e per i suoi contributi ad altre cause benefiche. Nel 2024, ha ricevuto il Premio umanitario Jean Hersholt dall'Academy of Motion Picture Arts and Sciences.
È stato inserito nella lista del The Observer come una delle 50 personalità più divertenti della commedia britannica nel 2003. Nel 2008, è stato nominato al 12° posto nella lista delle "100 persone più potenti della cultura britannica" compilata dal The Telegraph. Nel 2012, è stato selezionato dall'artista Sir Peter Blake come una delle icone della cultura britannica per apparire in una nuova versione della sua opera più famosa: la copertina dell'album del 1967 dei Beatles, Sgt. Pepper's Lonely Hearts Club Band.

## Filmografia

### Regista

#### Cinema
- Love Actually - L'amore davvero (Love Actually) (2003)
- I Love Radio Rock (The Boat That Rocked) (2009)
- Questione di tempo (About Time) (2013)

### Sceneggiatore

#### Cinema
- Due metri di allergia (The Tall Guy), regia di Mel Smith (1989)
- Quattro matrimoni e un funerale (Four Weddings and a Funeral), regia di Mike Newell (1994)
- Mr. Bean - L'ultima catastrofe (Bean), regia di Mel Smith (1997)
- Notting Hill, regia di Roger Michell (1999)
- Il diario di Bridget Jones (Bridget Jones's Diary), regia di Sharon Maguire (2001)
- Love Actually - L'amore davvero (Love Actually), regia di Richard Curtis (2003)
- Che pasticcio, Bridget Jones! (Bridget Jones: The Edge of Reason), regia di Beeban Kidron (2004)
- Mr. Bean's Holiday, regia di Steve Bendelack (2007)
- I Love Radio Rock (The Boat That Rocked), regia di Richard Curtis (2009)
- War Horse, regia di Steven Spielberg (2011)
- Questione di tempo (About Time), regia di Richard Curtis (2013)
- Trash, regia di Stephen Daldry (2014)
- Yesterday, regia di Danny Boyle (2019)
- Genie, regia di Sam Boyd (2023)

#### Televisione
- Not the Nine O'Clock News – serie TV, 5 episodi (1980-1982)
- The Black Adder – serie TV, 7 episodi (1983)
- Spitting Image – serie TV, 13 episodi (1984-1985)
- Mr. Bean – serie TV, 11 episodi (1990-1995)
- The Vicar of Dibley – serie TV, 24 episodi (1994-2007)
- Hooves of Fire, regia di Richard Goleszowski – cortometraggio televisivo (1999)
- La ragazza nel caffè (The Girl in the Café), regia di David Yates – film TV (2005)
- Casualty – serie TV, episodio 21x29 (2007)
- The No. 1 Ladies' Detective Agency – serie TV, episodio 1x00 (2008)
- Mary and Martha, regia di Phillip Noyce – film TV (2013)
- Doctor Who – serie TV, episodio 5x10 (2010)

### Produttore

#### Cinema
- Quattro matrimoni e un funerale (Four Weddings and a Funeral), regia di Mike Newell (1994) – produttore esecutivo
- Mr. Bean - L'ultima catastrofe (Bean), regia di Mel Smith (1997) – produttore esecutivo
- Notting Hill, regia di Roger Michell (1999)
- Mr. Bean's Holiday, regia di Steve Bendelack (2007) – produttore esecutivo
- Questione di tempo (About Time), regia di Richard Curtis (2013) – produttore esecutivo
- Mamma Mia! Ci risiamo (Mamma Mia! Here We Go Again), regia di Ol Parker (2018) - produttore esecutivo
- Yesterday, regia di Danny Boyle (2019)

#### Televisione
- The Vicar of Dibley – serie TV, 20 episodi (1994-2007) – produttore esecutivo
- La ragazza nel caffè (The Girl in the Café), regia di David Yates (2005) – produttore esecutivo
- The No. 1 Ladies' Detective Agency – serie TV, episodi 1x00-1x01 (2008-2009) – produttore esecutivo